# Maaouia
Maaouia là một đô thị thuộc tỉnh Sétif, Algérie. Dân số thời điểm năm 2002 là 8.976 người.